# 螺菌科
螺菌科（学名：Spirillaceae）為亚硝化单胞菌目的一科细菌。此科的模式属为螺菌属(Spirillum)。

## 属
- 螺菌属 Spirillum Ehrenberg, 1832